# Иннокентий Веронский
Иннокентий Веронский — святой епископ Веронский. День памяти — 14 марта.
Святитель Иннокентий был четырнадцатым епископом Вероны. Согласно официальной хронологии он возглавлял епархию после святого Петрония, правившего примерно в 425—450 годах. Он стал первым епископом, похоронен в храме Санто-Стефано-ди-Верона. Он погребён рядом со святым Гауденцием. Согласно Martirologio Veronese и историку Ferdinando Ughelli святого Иннокентия отличали пастырские добродетели и чистота жизни.
В Catalogus Sanctorum Ecclesiae Veronensis епископ Franco Segala не расшифровывает следующую запись из мартиролога Вероны: Veronae sancti Innocentii confessoris et eiusdem civitatis episcopi (qui, innocentia, iustitia et eximiis virtutibus magnopere excelluit; miltarum enim rerum schientia nemini eorum, qui ante ipsum fuere Ecclesiae eiusdem episcopi, inferior extitit).
В 1543 году при разборке алтаря храма св. Стефана были обнаружены два тела, от которых, согласно преданию, исходил приятный аромат.